# Léon Jouret
Pour les articles homonymes, voir Jouret.

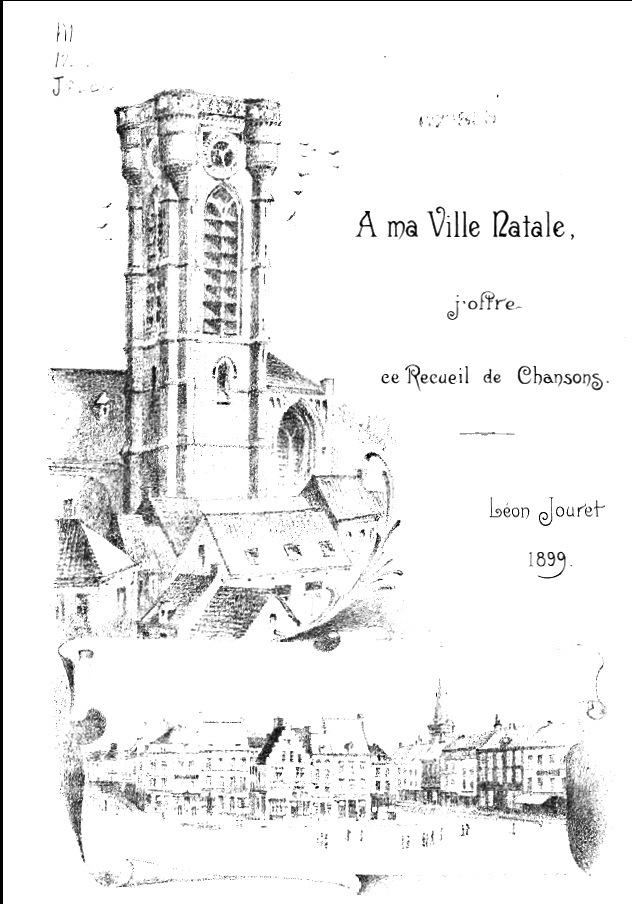
Page de garde d'un recueil de chansons de Léon Jouret

Léon Jouret, né à Ath, le 17 octobre 1828 et décédé à Ixelles, le 6 juin 1905 est un musicologue et compositeur belge dont l'œuvre fut orientée vers le chant. Il est le frère de Théodore Jouret.

## Biographie
À l'âge de 8 ans, Léon Jouret fréquente les cours de l’École de musique d'Ath où il étudie le piano et le violon. Il tient également l'orgue de l'église Saint-Julien.
En 1835, sa famille quitte Ath pour Bruxelles. Étant donné le nombre important d'élèves au Conservatoire royal, il ne put y entrer qu'à la fin de 1840, dans les classes de solfège et de piano. Il fréquente plus tard les cours d'orgue, de violoncelle, d'harmonie et de composition.
En 1847, il fonde avec une vingtaine d'amis le cercle littéraire Les Joyeux.
C'est en 1848 qu'il publie ses premières mélodies, sur des textes de Victor Hugo, Théophile Gautier et Alfred de Musset. À partir de 1850, Jouret publie régulièrement des mélodies, des romances, des chansons et des chœurs a cappella pour voix d'hommes. A différentes reprises, il est choisi pour écrire des chœurs destinés à des concours de chant d'ensemble. Il est aussi l'auteur de nombreuses œuvres religieuses, dont une messe et une Cantate pour le jour de Pâques.
En 1865, il fait représenter au Cercle artistique et littéraire de Bruxelles son premier opéra Quentin Metsys, suivi en 1868, du Tricorne enchanté. En 1875, il est nommé professeur au Conservatoire de Bruxelles.
Il participe au journal non conformiste Uylenspiegel, y défendant la chanson populaire.
Léon Jouret revenait régulièrement dans sa ville natale, où il était membre d'honneur de la société Les Matelots de la Dendre, toujours en activité au XXIe siècle. En 1899, il publie un recueil de chansons du Pays d'Ath. Retiré à Ixelles, il y décède en 1905. Une rue de cette commune porte son nom, de même qu'une avenue de sa ville natale.